# اتو ویلهلم فن اشترووه
اتو ویلهلم فن اشترووه (انگلیسی: Otto Wilhelm von Struve؛ ۷ مهٔ ۱۸۱۹ – ۱۶ آوریل ۱۹۰۵) یک ستاره‌شناس اهل آلمان بود.